# Sara Blasco
Sara Blasco (Valencia, 27 de septiembre de 1989) es una actriz y productora española, reconocida principalmente por su papel como Nuria Galdón en la serie de televisión Centro médico entre 2015 y 2017.

## Carrera
Blasco inició su formación actoral a comienzos de la década de 2010 en instituciones como Escuela Off, Réplica Teatro y la escuela de Cristina Rota. En 2015 realizó su debut en la televisión española, interpretando el papel de Nuria Galdón, la recepcionista del hospital, en la popular serie Centro médico. Realizó el papel desde 2015 hasta 2017 durante 167 capítulos. También en 2015 registró una aparición en la serie de Telecinco El Príncipe y en los cortometrajes Sole y Feminam.
En 2016 protagonizó dos nuevos cortometrajes, titulados Bernarda, miedo y dopamina y Las cosas de la vida. En 2018 integró el elenco de la obra Much Ado About Nothing y protagonizó el cortometraje Anunciación de Carlos Aguillo. Como productora es cofundadora de Films Symphony Orchestra, compañía que se encarga de organizar giras de conciertos sinfónicos en giras y en eventos especiales como los Premios Goya, entre otros.

## Filmografía

### Televisión
- 2015 - El príncipe
- 2015 - 2017 - Centro médico

### Cine
- 2015 - Sole
- 2015 - Feminam
- 2016 - Bernarda, miedo y dopamina
- 2016 - Las cosas de la vida
- 2018 - Anunciación

## Teatro
- 2013 - Luisa Fernanda
- 2018 - Much Ado Abouth Nothing